# 九江街道 (松桃县)
九江街道，是中华人民共和国贵州省铜仁市松桃苗族自治县下辖的一个乡镇级行政单位。
2015年12月8日，贵州省人民政府批复同意松桃县部分乡镇行政区划调整，新设置的九江街道辖原九江乡地域，街道办事处驻炮里村。

## 行政区划
九江街道下辖以下地区：
炮里村、小康村、新红旗村、大桂村、地安村、猫猫岩村、兴隆村、永和村、两河村、莫子叫村、毛堰村、楼坪村和小沙坪村。